# Frigidopyrenia
Frigidopyrenia is een monotypisch geslacht van schimmels behorend tot de familie Xanthopyreniaceae. De typesoort is Frigidopyrenia bryospil. 